# Kim Seung-Kyu
Kim Seung-Kyu (en coreano: 김승규; 10 de agosto de 1967) es un deportista surcoreano que compitió en judo. Ganó una medalla de plata en los Juegos Asiáticos de 1990 en la categoría de –86 kg.

## Palmarés internacional
| Juegos Asiáticos | Juegos Asiáticos | Juegos Asiáticos | Juegos Asiáticos |
| Año              | Lugar            | Medalla          | Categoría        |
| ---------------- | ---------------- | ---------------- | ---------------- |
| 1990             | Pekín (China)    | Medalla de plata | –86 kg           |